# Col de Pennes
Le col de Pennes est un col de montagne des Alpes françaises situé dans le massif du Diois. Il se trouve à une vingtaine de kilomètres au sud de Die.
Il est en position de tripoint administratif, partagé entre les communes de Barnave (versant nord) et Pennes-le-Sec et Aucelon (versant sud).
Franchi par la route départementale 140, il permet la jonction entre la vallée de la Roanne, au sud, et celle de la Drôme, au nord.